# 阮德鏘
阮德鏘（英語：Johnson Yuen Tak Cheong，1979年7月5日—），原籍广东新会，前香港无线电视藝員及主持人，現為香港電台第五台節目主持和香港演艺人协会理事。

## 背景
阮德鏘的父亲是著名粤剧演员阮兆輝，母亲是著名粤剧演员尹飛燕，有一名胞姊，父母自他小時候離異。阮德鏘早年曾跟鍾偉明當播音員，亦為一名童星。由於父母仳離，因此他跟隨祖母生活。求學階段就讀嶺南小學（小四至小六）和嶺南中學（中一至中三；灣仔司徒拔道舊校），在校時為1994年至1995年度學生會成員，讀至中三畢業後便投身社會，當過便利店職員，又做過空調搬運工人，往後專注戲行發展。
阮德鏘於2003年加入第17期無綫電視藝員訓練班，2004年10月约满后离开无线。其時他到北京尋找發展機會，直至有一天認識的一名副導演致電給他，告知他導演李安有意找他出演《色，戒》一個角色，結果成事。2012年，阮兆輝提議阮德鏘回港從事戲曲製作工作，自此他把工作重心放回香港至今。及後於2020年在YouTube頻道「囍趣台」主持《娛樂大叔》節目。

## 個人生活
他與妻子、女演員林司敏結緣於2012年電影《天生愛情狂》。當時寰宇電影開拍該齣電影，田啟文致電予阮德鏘，並告知他可參與其中，他因而認識了林司敏。2人於2018年與成婚後，二人育有一名女兒阮婧恆。

## 演出作品

### 電視劇（無綫電視）
- 2002年：《皆大歡喜》 飾 老闆
- 2002年：《烈火雄心II》 飾 譚水和／大泡和（救護員）
- 2002年：《談判專家》 飾 收数佬
- 2002年：《流金歲月》 飾 海豚訓練員
- 2002年：《蕭十一郎》 飾 徐青藤手下
- 2003年：《鳳舞香羅》 飾 春桃男友
- 2003年：《戀愛自由式》飾 潘明
- 2004年：《怪俠一枝梅》 飾 尤沾旺
- 2004年：《無名天使3D》 飾 阿　冈
- 2004年：《追魂交易》 飾 康世杰
- 2004年：《大唐雙龍傳》 飾 李世民
- 2005年：《翻新大少》[6]

### 電視劇（衛視電影台）
- 2019年：《心冤》 飾 謝永倫

### 電視劇（ViuTV）
- 2022年：《冥冥之中》 飾 老　徐
- 2025年：《三命》 飾 林貫勤（成年）

### 香港电台电视部
- 2005年：《小時候》 飾 孻叔
- 2006年：《獅子山下》（第2集「夜貓」）
- 2008年：《獨立好戲》（第四十四集）《大風吹》 飾 陳老師
- 2010年：《證義搜查線》 飾 鍾健強
- 2016年：《同行者》
- 2016年：《手語隨想曲5》（第3集「名人學堂」嘉賓）
- 2018年：《我們都是看etv長大的》第五集
- 2022年：《出發2022》手錶 飾 蔣圓圓爸爸

### 電影
- 1991年：《四大家族之龍虎兄弟》 飾 馬少海
- 2007年：《色，戒》 飾 欧阳灵文（麦先生）
- 2009年：《天水圍的夜與霧》 飾
- 2010年：《李小龙》 飾 梁醒波
- 2012年：《消失的子彈》 飾 南承
- 2012年：《天生愛情狂》 飾 大妹丈夫
- 2021年：《梅艷芳》 飾 大排檔老闆
- 2022年：《神探大戰》 飾 光頭 （粵語配音）
- 2024年：《邪Mall》

### 節目主持

#### 香港電台第五台
- 2012年至今： 戲曲天地 , 戲曲之夜

#### 香港電台第二台、普通話台
- 2024年至今： 輕談淺唱不夜天

#### 无线电视
- 2002年：K-100

## 外部連結
- 名人戰商界—— 致力推廣粵劇 阮德鏘搞字幕生意 頭條日報 （页面存档备份，存于）
- 阮德鏘Johnson 新浪微博 （页面存档备份，存于）
- 阮德鏘的Instagram帳戶
- 阮德鏘在香港影庫上的簡介